# درکسل برنهام لمبرت
درکسل برنهام لمبرت (انگلیسی: Drexel Burnham Lambert) شرکت خدمات مالی آمریکایی است، که در سال ۱۹۳۵ تأسیس شد.